# پان‌اسلامیسم

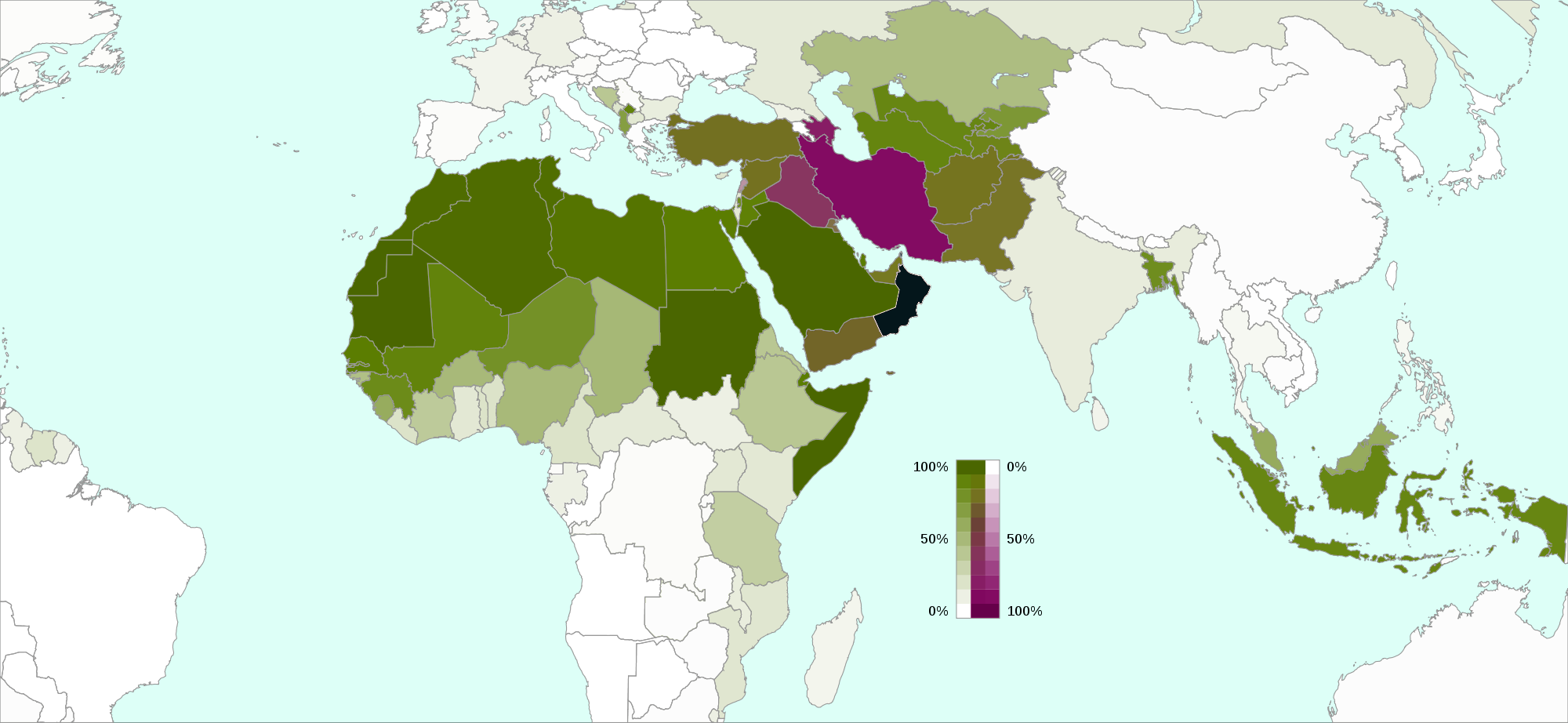
کشورهایی با اکثریت مسلمان.

پان‌اسلامیسم یا اتحاد اسلامی (به عربی: الوحدة الإسلامیة)، (انگلیسی: Pan-Islamism) نام یک ایدئولوژی است، که در آن سعی بر این است که، با اتحاد میان مسلمانان، هرگونه پیوند با میهن و قومیت با پیوندهای فراملی اسلامی جایگزین گردد.
واژه «پان‌اسلامیسم» نخستین بار توسط شرق‌شناسان اروپایی و دربارهٔ سیاست‌های توسعه‌طلبانه دولت عثمانی بکار رفت. این ایده توسط بسیاری از مسلمانان «چشمهٔ دروغ‌ها» و «خیالات و اوهام استعمارگران انگلیسی» نامیده شد. برخی نیز سید جمال‌الدین اسدآبادی را بنیان‌گذار این تفکر دانسته‌اند. در طول تاریخ منابع و افراد گوناگون، تعاریف متفاوتی از پان‌اسلامیسم ارائه داده‌اند.
این تفکر در ایران نیز طرفدارانی در میان شیعیان داشته و در کنار پان عربیسم به مخالفت با تشکیل کشور اسرائیل و طرفداری از فلسطینی‌ها و تشکیل دولت فلسطین پرداخته‌است. در راستای این تفکر، روح‌الله خمینی بنیان‌گذار نظام جمهوری اسلامی ایران، بارها از امت واحدهٔ اسلامی سخن می‌گوید. بعد از انقلاب اسلامی ۱۳۵۷ این ایده در بین انقلابی‌های ایران رواج پیدا کرد.

## پیشینه
پان‌اسلامیسم (به عربی الوحدة الاسلامیة؛ به ترکی: عثمانی اتحاد اسلام، به ترکی استانبولی: اسلام اتحادی)، ایدئولوژی است که هدف آن اتحاد جامع همه مسلمانان در یک نهاد واحد است و بدین ترتیب وضعیتی را که در اوایل اسلام رایج بود، احیا می‌کند. عنصر مذهبی وحدت همه مسلمانان از زمان محمد مورد حمایت قرار گرفته بود، اما در قرن نوزدهم اهمیت سیاسی مضاعفی پیدا کرد. اصطلاح ترکی از دهه ۱۸۶۰ توسط نویسندگان و روزنامه‌نگاران ترک به صورت سیاسی استفاده می‌شد، در حالی که به نظر می‌رسد «پان‌اسلام» توسط آرمینیوس وامبری در اوایل سال ۱۸۷۸ (احتمالاً به تقلید از پان‌اسلاویسم) ابداع شده و سپس توسط روزنامه‌نگار فرانسوی گابریل شارم در مقالات خود در مجله دو جهان (به فرانسوی: Revue des Deux Mondes) در سال‌های ۱۸۸۱-۱۸۸۲ میلادی، که به صورت کتاب با عنوان آینده ترکیه: پان‌اسلامیسم (به فرانسوی: L’Avenir de la Turquie: le Panislamisme) (پاریس ۱۸۸۳) بازنشر شد، رایج شد. استدلال اصلی شارم این بود که سلطان عبدالحمید دوم مسلمانان را علیه حمله فرانسه به تونس به اتحاد دعوت می‌کند. شارم چندان از واقعیت دور نبود، که احتمالاً به همین دلیل نوشته‌هایش نگرانی جدی را در صدر اعظم‌های فرانسه و سایر کشورهای اروپایی برانگیخت. در واکنش به از دست دادن قبرس (۱۸۷۸)، تونس (۱۸۸۱) و مصر (۱۸۸۲)، هم روشنفکران ارتدوکس و هم روشنفکران سکولار با جدیت تلاش کردند تا ایدئولوژی‌های سیاسی را تدوین کرده و گام‌های عملی مناسبی را در مقابله با نفوذ سیاسی، نظامی، اقتصادی و تبلیغاتی اروپا پیشنهاد دهند.
بنابراین، پان‌اسلام سیاسی اساساً به عنوان یک سیاست دفاعی، عمدتاً با هدف نجات همه مسلمانان از سلطه خارجی و غیرمسلمانان از طریق اتحاد آنها، پدید آمد. جای تعجب نیست که این جنبش در آخرین سوم قرن نوزدهم، زمانی که استعمار اروپا به اوج خود رسید و قدرت‌های بزرگ آن روزگار قبلاً بسیاری از سرزمین‌های خارجی را اداره می‌کردند و سرزمین‌های دیگری را برای خود می‌تراشیدند، به وجود آمد. کم نبودند سرزمین‌هایی که تراکم جمعیت آنها مسلمان بود. چند دولت مستقل مسلمان آن روزگار - افغانستان، ایران، امپراتوری عثمانی و مراکش - که از اختلافات داخلی اقتصادی، اجتماعی و سیاسی رنج می‌بردند، از نظر خارجی نیز توسط توسعه‌طلبی اروپا احساس تهدید می‌کردند. از این میان، افغانستان و مراکش از نظر جغرافیایی نسبتاً حاشیه‌ای بودند، در حالی که ایران، با اکثریت شیعه، کمتر از دیگران برای ترویج سیاست پان‌اسلامی در میان جمعیت‌های عمدتاً سنی مناسب بود. امپراتوری عثمانی، که هم در مرکز قرار داشت و هم از نظر وسعت ارضی بزرگترین بود، مسلماً مناسب‌تر بود.
عبدالحمید دوم به چندین ایدئولوگ پان‌اسلامی (مانند جمال‌الدین اسدآبادی) یارانه می‌داد تا به زبان‌های ترکی، عربی یا فارسی بنویسند و منتشر کنند، و همچنین به عواملی برای انتشار تبلیغات پان‌اسلامی - چه آشکارا و چه پنهانی - در داخل و خارج از امپراتوری عثمانی. این سلطان ادعا می‌کرد که خلیفه، بنابراین رهبر و فرمانده همه مسلمانان در همه جا، در سنت قدیمی اسلام که در آن حکومت معنوی و دنیوی یکی بود، است. به نظر می‌رسد تبلیغاتی که او پرورش می‌داد، با هدف جبران تا حد امکان ضعف نظامی و اقتصادی امپراتوری، دو هدف اصلی سیاست داشت: (الف) ترجیح دولت مرکزی بر پیرامون، و مسلمانان امپراتوری عثمانی به قیمت دیگران، در آموزش، فرصت‌های رسمی و اقتصادی. در این زمینه توجه ویژه‌ای به ترک‌ها و اعراب می‌شد و کمتر به آلبانیایی‌ها و بوسنیایی‌ها. (ب) راه‌اندازی تلاش گسترده برای جذب مسلمانان امپراتوری و بسیاری دیگر در خارج از آن، در پاسخ به فعالیت‌های برخی از قدرت‌ها که روندهای ملی‌گرایانه و جدایی‌طلبانه را در میان مسلمانان امپراتوری تشویق می‌کردند. سلطان-خلیفه می‌توانست این قدرت‌ها را با تحریک مسلمانان در امپراتوری‌هایشان (به ویژه فرانسه، بریتانیا و روسیه) تهدید کند. نتایج سیاست‌های پان‌اسلامی عبدالحمید دوم در عمل اندک بود: ابراز حمایت و جمع‌آوری کمک‌های مالی، به ویژه در زمان جنگ، مانند جنگ با یونان بر سر کرت در سال ۱۸۹۷. با این حال، تلاش‌های او به اندازه کافی توسط چندین قدرت اروپایی جدی گرفته شد، که از حمله به امپراتوری عثمانی خودداری کردند در حالی که عبدالحمید به فعالیت‌های پان‌اسلامی و سایر فعالیت‌ها مشغول بود.
پس از خلع عبدالحمید در سال ۱۹۰۹، ایتالیا به طرابلس حمله کرد و مردم بالکان برخی از سرزمین‌های اضافی عثمانی را برای تقویت استقلال خود ضمیمه کردند. ترک‌های جوان، که کمتر به پان‌اسلامیسم اختصاص داشتند (برخی از آنها حتی در تعهد مذهبی خود ولرم بودند)، از بهره‌برداری از آن در جنگ جهانی اول تردید نکردند. اعلام جنگ عثمانی در ۱۱ نوامبر ۱۹۱۴ با اعلام جهاد و صدور پنج فتوا یا نظر قانونی توسط شیخ الاسلام همراه بود. این فتواها به همه مسلمانان در همه جا دستور می‌داد که متحد شوند و با جان و مال خود در جهاد علیه روسیه، بریتانیای کبیر و فرانسه به امپراتوری عثمانی بپیوندند. بخشنامه‌های جداگانه‌ای که توسط ترک‌های جوان ارسال می‌شد، هدف جنگ را «آزادسازی جهان اسلام از سلطه کفار» تعریف می‌کرد. در واقع، این سه کشور (و هلند) در آن زمان بیشتر جمعیت‌های مسلمان غیرمستقل را اداره می‌کردند. تبلیغات پان‌اسلامی عثمانی، با همکاری کامل آلمان، در طول جنگ جهانی اول، به ویژه در دو سال اول، تا زمانی که بی‌اثری آن از طریق ناتوانی در تحریک مسلمانان - چه غیرنظامیان و چه سربازان در نیروهای متفقین - به شورش آشکار شد، شدید بود. شکست پان‌اسلام در جنگ جهانی اول و شکست و تجزیه امپراتوری عثمانی، باعث رکود تقریباً کامل در نسل پس از پایان جنگ، هم در نوشته‌های ایدئولوژیک و هم در تلاش‌های سازمانی، عمدتاً در برگزاری پنج کنگره پان‌اسلامی، در مکه، ۱۹۲۴؛ قاهره، ۱۹۲۶؛ مکه (دوباره)، ۱۹۲۶؛ اورشلیم، ۱۹۳۱؛ و ژنو، ۱۹۳۵ در دوره بین دو جنگ شد.
در روسیه تزاری، در نیمه دوم قرن نوزدهم، ظهور اسلام سیاسی و پان‌اسلام عمدتاً به دو عامل اصلی سیاست رسمی، روسی‌سازی و مسیحی‌سازی بود. دولت روسیه تزاری، با آگاهی از مشکلات احتمالی گروه‌های متعدد در امپراتوری عظیم، کمپینی از روسی‌سازی اجباری در مدارس و زندگی فرهنگی اقلیت‌ها را آغاز کرد. به شیوه‌ای هماهنگ و موازی، مبلغان مذهبی برای جذب مسلمانان محلی تلاش می‌کردند. این تلاش‌ها فقط تا حدی موفقیت‌آمیز بود، زیرا مقاومت قابل توجهی را به رهبری ملاها یا روحانیون مسلمان برانگیخت. با این حال، عنصر دیگری به مقاومت در برابر روسی‌سازی و مسیحی‌سازی پیوست. از اواسط قرن نوزدهم، یک بورژوازی تجاری، عمدتاً در میان تاتارها و آذری‌ها، در حال رشد بود. این بازرگانان نسبت به دیگران در جمعیت مسلمان تحصیلات بهتری داشتند و از شرایط کلی هم در امپراتوری تزاری و هم در خارج از کشور آگاه‌تر بودند. برخی از اعضای این طبقه جدید، از نظر فکری، از سه ماهه سوم قرن نوزدهم به بعد، آرزوهای ملی‌گرایانه را توسعه دادند. در حالی که بیشتر بر مشکلات خاص تاتارها، آذری‌ها و برخی گروه‌های دیگر متمرکز بود، احساسات ملی‌گرایانه آنها به شدت از پان‌اسلام و پان‌ترکیسم وام گرفته بود. دلیل آن واضح بود. تاتارها، آذری‌ها و دیگران که توسط فضاهای خالی عظیم یا توده‌های سایر جمعیت‌ها (غیر ترک و غیر اسلامی) از یکدیگر جدا شده بودند، به دنبال حمایت برادران دینی خود، و به ویژه بزرگترین دولت مستقل اسلامی آن زمان، امپراتوری عثمانی بودند. سه کنگره مسلمانان روسیه، در سال‌های ۱۹۰۵-۶، به تشدید احساسات ملی‌گرایانه و پان‌ترک و حتی ایجاد چندین عنصر سازمانی کمک کرد. در سال ۱۹۱۷، این سازمان‌های پان‌اسلامی و پان‌ترکی فعالیت‌های سیاسی خود را تشدید کردند، اما به زودی توسط رژیم جدید شوروی و ارتش سرخ آن سرکوب شدند. در طول حکومت شوروی، حداقل تا همین اواخر، تبلیغات مداوم ضد مذهبی انجام می‌شد که با فعالیت‌های ضد پان‌اسلامی تشدید می‌شد. بسیاری از نشریات شوروی در آن زمان ترس اساسی از رقابت پان‌اسلام با ایدئولوژی جهان‌گرایانه خود رژیم، کمونیسم را نشان می‌دهند.
در بخش دیگری از جهان، هند یکی از بزرگترین تمرکز جمعیت‌های مسلمان بود. در حالی که نشانه‌هایی از احیای اسلامی حتی قبل از جنگ جهانی اول قابل مشاهده بود، عمدتاً پس از آن جنگ بود که پان‌اسلام سیاسی در آنجا به وجود آمد و به زودی به نیروی قابل توجهی تبدیل شد. رهبران سیاسی مسلمانان هند که توسط آنچه که آن را تهدیدی از سوی اکثریت عظیم هندو می‌دانستند، محدود شده بودند، به طور طبیعی به دنبال متحدانی در میان جمعیت‌های مسلمان در خارج از کشور بودند و تأکید فزاینده‌ای بر عنصر مشترک پان‌اسلامی داشتند. علاوه بر این، مسلمانان هند، مانند هندوها در آنجا، از قبل سنتی در سازماندهی سیاسی به سبک اروپایی داشتند، ویژگی‌ای که به ندرت در جاهای دیگر قابل مشاهده بود. جرقه‌ای که فعالیت سیاسی پان‌اسلامی را در هند شعله‌ور کرد، تهدید ترکیه و به ویژه، خلافت، بلافاصله پس از پایان جنگ جهانی اول بود. امپراتوری عثمانی شکست خورده در حال تجزیه بود، قسطنطنیه توسط نیروهای متفقین اشغال شده بود و دفتر سلطان - که ادعا می‌کرد خلیفه است - تهدید می‌شد. دو برادر، محمد علی و شوکت علی، و دیگر رهبران سیاسی مسلمان در هند، جنبش خلافت را برای نجات خلیفه و خلافت سازماندهی کردند. این شامل صدها هزار نفر از پیروان بود، مبالغ زیادی را جمع‌آوری کرد که به ترکیه فرستاده می‌شد، تظاهرات گسترده‌ای را سازماندهی کرد، بیانیه‌ها و روزنامه‌ها را منتشر کرد و هیئت‌هایی را به خارج از کشور فرستاد تا با نیروهای متفقین میانجیگری کنند. این جنبش در اوایل دهه ۱۹۲۰ رشد کرد، اما پس از سال ۱۹۲۴، زمانی که جمهوری ترکیه خلافت را لغو و آخرین سلطان-خلیفه را تبعید کرد، از بین رفت. این عمل، جنبش پان‌اسلامی را از رهبر اسمی خود محروم کرد و ضربه‌ای به آن وارد کرد که هنوز بهبود نیافته است و بدون یک رهبر مشترک برای نگاه کردن به آن باقی مانده است.
بنابراین، در دوره بین دو جنگ، به ویژه از اواسط دهه ۱۹۲۰، پان‌اسلام سیاسی در مراکز مهم مسلمانان مانند روسیه، هند و ترکیه کاهش یافت. کنگره‌های پان‌اسلامی در آن دوره، که در بالا ذکر شد، فقط به تأکید بر این عقب‌نشینی کمک کردند. بیشتر فعالیت‌ها و نشریات آن در کشورهای عربی‌نشین خاورمیانه و شمال آفریقا متمرکز بود. با این حال، در این مناطق نیز پان‌اسلام مجبور بود با ایدئولوژی‌های رقیب، مانند مدرنیزاسیون، سکولاریسم، ملی‌گرایی و پان‌عربیسم رقابت کند. اما اولین عبارات احیای اسلام شامل یک عنصر آشکار از پان‌اسلام نیز بود، به عنوان مثال در مصر، جایی که سازمان اخوان المسلمین، که در سال ۱۹۲۸ تأسیس شد، برخی از شعارهای پان‌اسلام را، مانند سخنرانی‌ها و نوشته‌های بنیانگذار آن، حسن البنا، پذیرفت. این موضوع حتی بهتر، در آن زمان و پس از آن، در عربستان سعودی قابل مشاهده بود که، پس از همه، بر پایه های اسلام کلاسیک بنا شده بود که به عنوان برجسته ترین عنصر برای تثبیت اتحاد بین قبیله ای که پادشاهی جدید عربستان سعودی بر آن استوار بود، عمل می کرد.
وضعیت پس از جنگ جهانی دوم به طور اساسی تغییر کرد. تعداد کشورهای مستقلی که جمعیت مسلمان داشتند، به طور محسوسی افزایش یافت. اگرچه فقط برخی از آنها بر شخصیت اسلامی خود تأکید داشتند، به زودی مشخص شد که اسلام دوباره عاملی است که باید در سیاست های محلی، منطقه ای و بین المللی مورد توجه قرار گیرد. درست است که اسلام و پان‌اسلام مجبور بودند به طور فزاینده‌ای نه تنها با تأثیر اروپا، مانند قبل (که تأثیر ایالات متحده بعداً به آن اضافه شد)، و همچنین با تأثیر ملی‌گرایی، خاص‌گرایی و مدرنیسم سکولار، بلکه با نفوذ ایدئولوژی‌های جهانی رقیب در سرزمین‌های مسلمان، مانند پان‌عربیسم، پان‌ترکیسم و پان‌ایرانیسم رقابت کنند. پاسخی توسط پان‌اسلامیست‌ها به مرور زمان، هم در سطح ایدئولوژیک و هم در سطح سازمانی عملگرایانه یافت شد.
وضعیت پس از جنگ جهانی دوم به طور اساسی تغییر کرد. تعداد کشورهای مستقلی که جمعیت مسلمان داشتند، به طور محسوسی افزایش یافت. اگرچه فقط برخی از آنها بر شخصیت اسلامی خود تأکید داشتند، به زودی مشخص شد که اسلام دوباره عاملی است که باید در سیاست‌های محلی، منطقه‌ای و بین‌المللی مورد توجه قرار گیرد. درست است که اسلام و پان‌اسلام مجبور بودند به طور فزاینده‌ای نه تنها با تأثیر اروپا، مانند قبل (که تأثیر ایالات متحده بعداً به آن اضافه شد)، و همچنین با تأثیر ملی‌گرایی، خاص‌گرایی و سکولار مدرنیسم، بلکه با نفوذ ایدئولوژی‌های جهانی رقیب در سرزمین‌های مسلمان، مانند پان‌عربیسم، پان‌ترکیسم و پان‌ایرانیسم رقابت کنند. پاسخی توسط پان‌اسلامیست‌ها به مرور زمان، هم در سطح ایدئولوژیک و هم در سطح سازمانی عملگرایانه یافت شد.
در سطح ایدئولوژیک، پان‌اسلامیست‌های افراطی‌تر، ریشه در ایمان، هنوز از اتحاد مذهبی-سیاسی همه مسلمانان حمایت می‌کردند. الگوی آنها تاریخ اولیه اسلام بود، همانطور که توسط بنیادگرایان مسلمان در همه جا به گرمی موعظه می‌شد. برای اینها، یک پان‌اسلام مذهبی و سیاسی یک شرط لازم بود. برای بسیاری دیگر، میانه‌روتر، نوعی سازش با واقعیت ضروری تلقی می‌شد. آنها که از قدرت عظیم ملی‌گرایی در بسیاری از کشورهای مسلمان جدید آگاه بودند، از همبستگی در میان همه اینها، به عنوان یک مرحله گذار به دولت جهانی که توسط بنیادگرایان و طرفدارانشان مطرح می‌شد، استدلال کردند. آنها علاوه بر این، اظهار داشتند که همبستگی کامل - سیاسی، نظامی، اقتصادی و فرهنگی - نیروی عظیمی را ایجاد می‌کند که قادر به دستیابی به اهداف خود در هر درگیری یا تضاد منافع با قدرت‌های اروپایی و دیگران است. در سطح عملگرایانه، به همان اندازه قابل توجه، برای اولین بار به نظر رسید که دستیابی به پان‌اسلام، حداقل در سطح همبستگی، امکان‌پذیر است. نه تنها دولت‌های مستقل مسلمانی وجود داشتند که ابزار سیاسی برای پیشبرد تحقق پان‌اسلام، مانند عربستان سعودی و پاکستان، و بعداً مصر، ایران و لیبی را داشتند، بلکه حداقل برخی از آنها نیز ظرفیت اقتصادی انجام این کار را داشتند. در واقع، برخی - عمدتاً عربستان سعودی، ایران و لیبی - از زمان تحریم نفتی ۱۹۷۳ به تولیدکنندگان عظیم نفت تبدیل شده بودند. چندین کشور، به ویژه پاکستان و عربستان سعودی، ساختارهای کارآمدی را برای پیشبرد اهداف سیاسی و اقتصادی پان‌اسلام، عمدتاً در زمینه تقویت همبستگی و همکاری، ایجاد کرده بودند.
سه تا از مهمترین سازمان‌ها باید به طور خاص ذکر شوند:
الف) کنگره جهانی مسلمانان در سال ۱۹۴۹ در کراچی، احتمالاً با تشویق رسمی پاکستان، تأسیس شد. این کنگره اکنون شامل حدود سی و شش ایالت عضو است، اگرچه شعبه‌هایی در شصت کشور وجود دارد. از جمله اصول آن تبلیغ اسلام، همکاری با همه سرزمین‌های مسلمان به منظور تقویت وحدت اسلامی، متقاعد کردن دولت‌ها و مردم مسلمان به صرف نظر از اختلافات خود، تثبیت زبان عربی به عنوان زبان مشترک همه مسلمانان، همکاری در سیاست‌های تجاری، تدوین قانون اساسی و قوانینی مبتنی بر شریعت (یا فقه اسلامی) است.
ب) اتحادیه جهان اسلام در سال ۱۹۶۲ در مکه به عنوان یک آژانس غیر رسمی سعودی تأسیس شد. با این حال، به عنوان یک سازمان چتر برای بسیاری از انجمن‌ها و گروه‌های اسلامی دیگر عمل می‌کند. این اتحادیه که توسط سعودی‌ها به وفور تأمین مالی می‌شود، فعالیت‌های متنوعی در هر پنج قاره داشته است. به عنوان یک نهاد غیردولتی، نه تنها به اسلامی‌سازی و تبلیغ آموزش مذهبی، بلکه به تقویت همبستگی اسلامی (و پرداخت هزینه آن) نیز می‌پردازد: نشریات و سمینارهای بین‌المللی بسیاری را ترویج می‌کند، اسلامی‌سازی و حقوق اسلامی متحد را موعظه می‌کند و به اقلیت‌های مسلمان با هدف جذب آنها به یک فعالیت مشترک اسلامی، هم سیاسی و هم اقتصادی، کمک می‌کند.
ج) سازمان کنفرانس اسلامی، که آن هم الهام گرفته از سعودی بود، در سال ۱۹۶۹ به عنوان انجمنی از کشورهای مسلمان مکمل اتحادیه جهان اسلام تأسیس شد. سازمان کنفرانس اسلامی، متشکل از حدود چهل و پنج ایالت، اصول اسلام را با سازوکارهای یک نهاد بین‌المللی معاصر ترکیب می‌کند. منشور و فعالیت‌های آن هر دو بر تحکیم همبستگی، هماهنگی و همکاری اسلامی، با هدف تقویت ادغام همه کشورهای مسلمان در آینده تأکید دارند. به همین منظور، سازمان ابزارهایی را برای سیاست‌های فعال - سیاسی، اقتصادی و فرهنگی - ایجاد کرده است. جلسات سران کشورها و وزرای امور خارجه سازمان، مؤسسات مشترک، مانند بانک توسعه اسلامی (الگوبرداری شده از بانک جهانی)، سازمان آموزشی، علمی و فرهنگی اسلامی (الگوبرداری شده از یونسکو) و آکادمی اسلامی فقه (برای دستیابی به وحدت جهان اسلام در حوزه حقوقی) را آغاز و پیشبرد کرده است.
پان‌اسلامیسم ایدئولوژی‌ای است که خواستار وحدت و همکاری مسلمانان در سراسر جهان بر اساس هویت مشترک اسلامی آنهاست. فارغ از این توصیف کلی، ایده‌ی پان‌اسلامیسم به شیوه‌های گوناگون مطرح شده و در قرن نوزدهم و بیستم برای اهداف سیاسی مختلف مورد استفاده قرار گرفته است.
اصطلاح «پان‌اسلام» منشأ اروپایی در قرن نوزدهم دارد و عمدتاً برای توصیف تلاش‌های عثمانی در ترویج وحدت مسلمانان به منظور مقابله با امپریالیسم اروپایی به کار می‌رفت. با این حال، اصل اساسی پان‌اسلام که همه‌ی مسلمانان را به‌عنوان یک امت واحد در نظر می‌گیرد که از نظر ایده‌آل باید هم به لحاظ سیاسی و هم معنوی متحد باشند، به ریشه‌های اسلام بازمی‌گردد. آیات متعددی از قرآن مسلمانان را به‌عنوان یک امت واحد معرفی می‌کنند (مانند ۲:۱۴۳ و ۳:۱۱۰)، در حالی که برخی دیگر نسبت به خطر تفرقه و نزاع داخلی هشدار می‌دهند (مانند ۳:۱۰۳ و ۱۰۵). پیامبر اسلام به‌وضوح سعی داشت حس همبستگی جمعی مسلمانان را که فراتر از وفاداری‌های قبیله‌ای سنتی اعراب بود، شکل دهد، نمونه‌ی بارز آن «میثاق مدینه» است که در آن مهاجران مکه و قبایل تازه‌مسلمان مدینه به‌عنوان «یک امت جدا از دیگر مردمان» توصیف شده‌اند. با وجود فروپاشی وحدت سیاسی امت پس از وفات پیامبر، این ایده برای قرن‌ها باقی ماند، که این امر را می‌توان در اکراه نظریه‌پردازان سیاسی از پذیرش مشروعیت خلافت‌های متعدد و همزمان مشاهده کرد.
در تاریخ اسلام، تلاش‌های متعددی برای اتحاد مسلمانان از طریق احیای ایمان اسلامی صورت گرفته است، اما به دلیل وسعت جهان اسلام، این تلاش‌ها معمولاً به مناطق جغرافیایی خاصی محدود بودند. در قرن نوزدهم، عوامل متعددی باعث شدند که این تلاش‌ها ابعاد جهانی‌تری پیدا کنند: از جمله از دست رفتن تدریجی سرزمین‌های عثمانی در اروپا، پیشروی استعمار اروپایی در کشورهای مسلمان آفریقا و آسیا، و گسترش رسانه‌های ارتباط جمعی. پان‌اسلامیسم عمدتاً به‌عنوان یک مکانیسم دفاعی برای مقابله با پیشروی نظامی و سیاسی قدرت‌های اروپایی به‌ویژه بریتانیا، فرانسه و روسیه توسعه یافت. امپراتوری عثمانی، به‌عنوان بزرگ‌ترین و مرکزی‌ترین دولت سنی و حافظ اماکن مقدس مکه، مدینه و بیت‌المقدس، بهترین موقعیت را برای بهره‌برداری از نگرانی‌های رو به افزایش درباره‌ی امپریالیسم اروپایی داشت و ابتکار عمل را در پاسخ‌های پان‌اسلامی به این تهدیدات بر عهده گرفت.
دو شخصیت بیش از دیگران در شکل‌گیری پان‌اسلامیسم در اواخر قرن نوزدهم تأثیرگذار بودند: سلطان عثمانی عبدالحمید دوم (۱۸۴۲-۱۹۱۸) و سید جمال‌الدین اسدآبادی (۱۸۳۹-۱۸۹۷). عبدالحمید احساسات پان‌اسلامیستی را که در دهه‌های ۱۸۶۰ و ۱۸۷۰ تحت تأثیر وحدت آلمان و ایتالیا در دوران حکومت سلفش، عبدالعزیز (۱۸۳۰-۱۸۷۶)، پدید آمده بودند، تقویت کرد و آن را به یک ایدئولوژی رسمی تبدیل کرد. همان‌گونه که پان‌اسلام به عبدالعزیز امکانی برای مقابله با قدرت‌های اروپایی و منتقدان داخلی فراهم کرده بود، برای عبدالحمید نیز به ابزاری برای مقاومت در برابر این نیروها تبدیل شد.
در مرکز ایدئولوژی پان‌اسلامی عبدالحمید، ادعای او مبنی بر اینکه سلطان عثمانی خلیفه‌ی اسلام، یا دست‌کم خلیفه‌ی مسلمانان سنی است، قرار داشت. ادعای عثمانی‌ها بر خلافت به قرن‌ها پیش بازمی‌گشت، اما در دوران عبدالحمید این عنوان با شدتی بیش از پیش در داخل امپراتوری مطرح شد و برای نخستین بار تلاش‌های جدی برای جلب وفاداری مسلمانان خارج از قلمرو عثمانی انجام گرفت. در داخل امپراتوری، پان‌اسلامیسم عبدالحمید به معنای اولویت دادن به منافع مسلمانان بر غیرمسلمانان و افزایش حمایت دولتی از محاکم اسلامی، مدارس دینی و طریقت‌های صوفیانه بود. در خارج از امپراتوری، یک کارزار تبلیغاتی از طریق رسانه‌های چاپی و فرستادگان یا جاسوسان آغاز شد تا تصویری از سلطان به‌عنوان یک حاکم مسلمان متدین، که تنها شخص قادر به متحد ساختن مسلمانان علیه استعمارگران مسیحی است، ارائه شود. با این حال، ادعای عبدالحمید بر خلافت بلافاصله با چالش‌هایی روبه‌رو شد و ناکامی نسبی پان‌اسلامیسم او به سرنگونی‌اش پس از انقلاب ترکان جوان در سال ۱۹۰۸ کمک کرد. با این حال، تأثیر تبلیغات عبدالحمید را می‌توان در واکنش مسلمانان هند نسبت به سرنوشت خلافت عثمانی پس از جنگ جهانی اول مشاهده کرد.
سید جمال‌الدین اسدآبادی در ابتدای فعالیت خود بر اصلاحات در کشورهای مسلمان تحت رهبری حاکمان خودشان تأکید داشت. اما تا دهه‌ی ۱۸۷۰، فعالیت‌های او به‌طور آشکار جنبه‌ی پان‌اسلامی پیدا کرد. او معتقد بود که تنها راه برای بهبود ضعف دولت‌های مسلمان، ایجاد یک بلوک از دولت‌های نیمه‌مستقل است که همگی حاکمیت عثمانی را به رسمیت بشناسند. بدین ترتیب، اسدآبادی سعی داشت ملی‌گرایی و پان‌اسلامیسم را با هم ترکیب کند، بدون اینکه تناقضی میان آن‌ها ببیند.
او در اواخر دهه‌ی ۱۸۷۰ پیشنهاد کرد که به‌عنوان فرستاده‌ای به افغانستان اعزام شود تا حمایت از ادعای سلطان عثمانی بر خلافت را جلب کند، اما عبدالحمید که به نیت‌های او مشکوک بود، ترجیح داد فعالیت‌هایش را از خارج دنبال کند. در سال ۱۸۹۲، سلطان از اسدآبادی دعوت کرد تا در استانبول ساکن شود، اما او چهار سال بعد در حالی که خود را «زندانی سلطان» می‌خواند، در همان‌جا درگذشت.
در دوران پس از جنگ جهانی اول، پان‌اسلامیسم عمدتاً در خدمت ملی‌گرایی ترکی، عربی یا هندی قرار گرفت. مسأله‌ای که بیش از همه وفاداری‌های پان‌اسلامی را برانگیخت، سرنوشت خلافت عثمانی بود، به‌ویژه در میان مسلمانان هند تحت استعمار بریتانیا. علمای دارالعلوم دیوبند به‌شدت با شورش عربی علیه عثمانیان مخالفت کردند و آن را توطئه‌ی بریتانیا برای تسلط بر سرزمین‌های مرکزی اسلام دانستند.
در سال ۱۹۲۴، با لغو خلافت عثمانی توسط مجلس ملی ترکیه، تحرکات پان‌اسلامیستی کمرنگ شد و تلاش‌ها برای احیای خلافت در کنفرانس‌های ۱۹۲۶ در قاهره و مکه با اختلافات شدید به بن‌بست رسید. پس از جنگ جهانی دوم، پان‌اسلامیسم بیشتر به‌صورت همبستگی اسلامی و همکاری بین‌المللی تا وحدتی فراملی مطرح شد.
بارزترین جلوه‌ی پان‌اسلامیسم امروز در سازمان‌های اسلامی فراملی و بین‌دولتی دیده می‌شود. در دهه‌ی ۱۹۶۰، ملک فیصل عربستان سازمان «رابطه‌ی عالم اسلامی» را تأسیس کرد و در سال ۱۹۶۹، سازمان همکاری اسلامی (OIC) تشکیل شد که تا سال ۲۰۰۳ شامل ۵۷ عضو بود. اگرچه این سازمان بارها به دلیل ناکارآمدی مورد انتقاد قرار گرفته، اما همچنان مهم‌ترین تجلی آرمان‌های سیاسی پان‌اسلامی پس از لغو خلافت محسوب می‌شود.

## ریشه پان‌اسلامیسم در قرآن
ریشهٔ این اندیشه به قرآن، کتاب دینی مسلمانان، بازمی‌گردد.
از جمله آیه‌های:
إِنَّمَا الْمُؤْمِنُونَ إِخْوَةٌ فَأَصْلِحُوا بَیْنَ أَخَوَیْکُمْ ۚ وَاتَّقُوا اللَّهَ لَعَلَّکُمْ تُرْحَمُونَ
جز این نیست که همه مؤمنان با هم برادرند؛ بنابراین (در همه نزاع‌ها و اختلافات) میان برادران‌تان صلح و آشتی برقرار کنید، و از خدا پروا نمایید که مورد رحمت قرار گیرید. (آیه ۱۰ سوره حجرات - ترجمه حسین انصاریان)
وَاعْتَصِمُوا بِحَبْلِ اللَّهِ جَمِیعًا وَلَا تَفَرَّقُوا ۚ وَاذْکُرُوا نِعْمَتَ اللَّهِ عَلَیْکُمْ إِذْ کُنْتُمْ أَعْدَاءً فَأَلَّفَ بَیْنَ قُلُوبِکُمْ فَأَصْبَحْتُمْ بِنِعْمَتِهِ إِخْوَانًا وَکُنْتُمْ عَلَیٰ شَفَا حُفْرَةٍ مِنَ النَّارِ فَأَنْقَذَکُمْ مِنْهَا ۗ کَذٰلِکَ یُبَیِّنُ اللَّهُ لَکُمْ آیَاتِهِ لَعَلَّکُمْ تَهْتَدُونَ
و همگی به ریسمان خدا (قرآن و اهل بیت) چنگ زنید، و پراکنده و گروه گروه نشوید؛ و نعمت خدا را بر خود یاد کنید آن گاه که (پیش از بعثت پیامبر و نزول قرآن) با یکدیگر دشمن بودید، پس میان دل‌های شما پیوند و الفت برقرار کرد، در نتیجه به رحمت و لطف او با هم برادر شدید، و بر لب گودالی از آتش بودید، پس شما را از آن نجات داد؛ خدا این گونه، نشانه‌های (قدرت، لطف و رحمت) خود را برای شما روشن می‌سازد تا هدایت شوید. (آیه ۱۰۳ سوره آل عمران - ترجمه حسین انصاریان)
یَا أَیُّهَا النَّاسُ إِنَّا خَلَقْنَاکُمْ مِنْ ذَکَرٍ وَأُنْثَیٰ وَجَعَلْنَاکُمْ شُعُوبًا وَقَبَائِلَ لِتَعَارَفُوا ۚ إِنَّ أَکْرَمَکُمْ عِنْدَ اللَّهِ أَتْقَاکُمْ ۚ إِنَّ اللَّهَ عَلِیمٌ خَبِیرٌ
(در نفی ارزشمند بودن نژادها و ملیت‌ها در مقایسه با یکدیگر) ای مردم! ما شما را از یک مرد و زن آفریدیم و ملت‌ها و قبیله‌ها قرار دادیم تا یکدیگر را بشناسید. بی تردید گرامی‌ترین شما نزد خدا پرهیزکارترین شماست. یقیناً خدا دانا و آگاه است. (آیه ۱۳ سوره حجرات - ترجمه حسین انصاریان)
و نیز سخنان بزرگان اسلام، آکنده از پایه‌های این اندیشه است. مانند:
پیامبر اسلام: «إنّ الناس من عهد آدم إلی یومنا هذا مثل أسنان المشط، لا فضل للعربیّ علی العجمی و لا للأحمر علی الأسود إلّا بالتّقوی»
مردم از زمان آدم تاکنون همانند دندان‌های شانه برابرند و عرب را بر عجم، و نژاد سرخ را بر سیاه هیچ برتری و فضیلتی نیست جز به تقوا و پرهیزکاری.